# Lev Rochlin
Lev Jakovlevič Rochlin (rusky Лев Яковлевич Рохлин; 6. června 1947 Aralsk – 3. července 1998 Klokovo) byl ruský generálplukovník a politik.

## Život
Rochlin se účastnil války v Afghánistánu, kde byl dvakrát zraněn. Rochlin velel 860. samostatnému motostřeleckému pluku. V dubnu 1983 byl však velení zbaven za přílišnou opatrnost, když dal své jednotce rozkaz k ústupu, aby minimalizoval ztráty, při obklíčení jednotky mudžahedíny. Po té byl jmenován zástupcem velitele 191. pluku. Osvědčil se v lednu 1984, když mudžahedínské síly obklíčily vojenské velitelství. Velitel 191. pluku odletěl vrtulníkem a nechal pluk samotný bez velení, což ho později přivedlo před soud. Rochlin se ujal pluku a odrazil mudžahedínský útok.
Byl kritikem Borise Jelcina a čečenské války. Ačkoliv se sám války účastnil, odmítl veškerá nabízená vyznamenání a označil konflikt za neštěstí pro Ruskou federaci. V prosinci 1995 byl zvolen poslancem Státní dumy Ruské federace. V roce 1997 se stal nejhlasitějším kritikem Jelcinova prezidentství. Rochlin se setkal s několika generály a při nadměrném požití alkoholu prohlásil, že provede vojenský převrat. Tyto informace se dostaly k tajné službě, která do konce života Rochlina sledovala. Podle některých historiků Rochlin převrat neplánoval a šlo pouze jen o fráze. Tomu by nasvědčovala i okolnost, kdy bylo Rochlinovi nabídnuto ze strany oligarchy Gusinského, že zaplatí atentát na Jelcina a podpoří dosazení Rochlina do vlády. Toto Rochlin odmítl.
Podle druhé strany Rochlin aktivně puč plánoval a objížděl různé významné osobnosti, aby ho podpořily. Opoziční politik a důstojník Viktor Alksnis později tvrdil, že mu Rochlin o převratu řekl a přemlouval ho, aby puč podpořil.
V červenci 1998 byl Rochlin nalezen s prostřelenou hlavou ve svém rodinném domě. Za vraždu byla odsouzena jeho manželka, která se k vraždě přiznala. Mnozí této verzi nevěřili. Několik dní po pohřbu vystoupil na televizním kanálu NTV Rochlinův zeť Sergej Abakumov s verzí, že Rochlinova manželka Tamara byla k doznání donucena a bylo jí vyhrožováno. Později Rochlinova žena tvrdila, že Rochlina zabili maskovaní muži. Přiznání bylo údajně z důvodu strachu o život svůj a jejích dětí.